# سامانه هدایت الکتریکی قلب
رسانش الکتریکی در قلب، سامانه‌ای است که در آن، تکانه و پالس‌های ایجاد شده در گره سینوسی-دهلیزی (گرهSA) برای تحریک میوکارد یا ماهیچه قلب گذر می‌کنند. میوکارد پس‌از دریافت هر پالس، تنجیده یا منقبض می‌گردد. این تحریک متناوب عضله قلب، انقباض‌های دقیق قلب و در نتیجه پمپ نمودن خون به سراسر بدن را ممکن می‌سازد.

## ساختار
جرقه و جریان الکتریکی هر تپش قلب در نقطه‌ای از دهلیز راست قلب به نام گره سینوسی- دهلیزی (sinoatrial node) ایجاد می‌گردد. جریان الکتریکی تولید شده، از راه مسیرهای هدایتی در قلب از گره دهلیزی-بطنی(AV node) گذشته و پس از یک تأخیر بسیار کوتاه، از طریق دسته هیس به دو مسیر شاخه دستهٔ راست و چپ تقسیم و از راه فیبرهای پورکینژ به یاخته‌های اندوکاردیوم در آپکس یا نوک قلب، رسیده و در پایان به اپیکارد بطنی پایان می‌یابد که در مجموع سبب دپولاریزاسیون یاخته‌های قلب و انقباض آن‌ها می‌گردد.

## عملکرد
تمامی مسیر رسانش و هدایتی، افزون بر توانایی رسانایی جریان الکتریکی ایجاد شده، خود نیز به‌تنهایی می‌توانند یک ایمپالس یا جریان تپشی ایجاد نمایند اما بسامد و تندی این تپش در هر بخش با بخش دیگر تفاوت دارد. در زیر سرعت و فرکانس تولید جریان الکتریکی در قلب نمایش داده شده‌است.
| گره سینوسی     | ۶۰ تا ۱۰۰ |
| سلول‌های دهلیزی | ۶۰ تا ۸۰  |
| پیوندگاه       | ۴۰ تا ۶۰  |
| سلول‌های بطنی   | ۲۰ تا ۴۰  |

بر پایه ویژگی اووردرایو سارپرشن (overdrive suppression) در فیزیولوژی، هر بخش که با فرکانس بیشتری پالس تولید می‌کند، دیگر کانون‌ها را تحت تأثیر قرار داده و بنابراین دیگر ایمپالس‌ها سرکوب می‌شوند. در حالت عادی گره سینوسی ضربان‌ساز یا پیس میکر قلب بوده و در صورت ایراد در این گره، به‌ترتیب یاخته‌های دهلیزی، پیوندگاه و سلول‌های بطنی، ایجاد پالس و تپش را بعهده می‌گیرند.

## تنظیم ضربان قلب
تنظیم کاهش یا افزایش تعداد ضربان قلب بر عهده سامانه عصبی سمپاتیک و پاراسمپاتیک (سامانه عصبی خودکار) می‌باشد. سامانه عصبی خودکار بخشی از دستگاه عصبی است که اعمال خودکار بدن مانند ضربان قلب، فشارخون و تنفس را کنترل می‌کند. فعالیت سامانه عصبی خودکار سبب آزادسازی هورمون‌های اپینفرین و نوراپینفرین می‌شود که به هنگام ورزش و استرس تعداد ضربان قلب را افزایش می‌دهند.
پس از عمل تعبیه پیس میکر، امکان وجود درد در ناحیه جراحی، شانه‌ها و بازو وجود دارد که امری طبیعی بوده و به مرور زمان برطرف خواهد شد. رفع این درد گاهی تا چهل روز نیز زمان خواهد برد.